# Ocean Ramsey
Ocean Ramsey es una conservacionista y modelo de tiburones.   Ella opera One Ocean Diving, LLC, una empresa con sede en Hawái que facilita inmersiones con vida marina. Obtuvo atención de los medios internacionales por practicar buceo libre con tiburones, incluidos grandes tiburones blancos, para generar conciencia sobre la conservación de los tiburones y promover su negocio. Ramsey tiene su base en Hawái y hasta 2019 ha buceado con 47 especies de tiburones en todo el mundo.

## Buceo libre con gran tiburón blanco

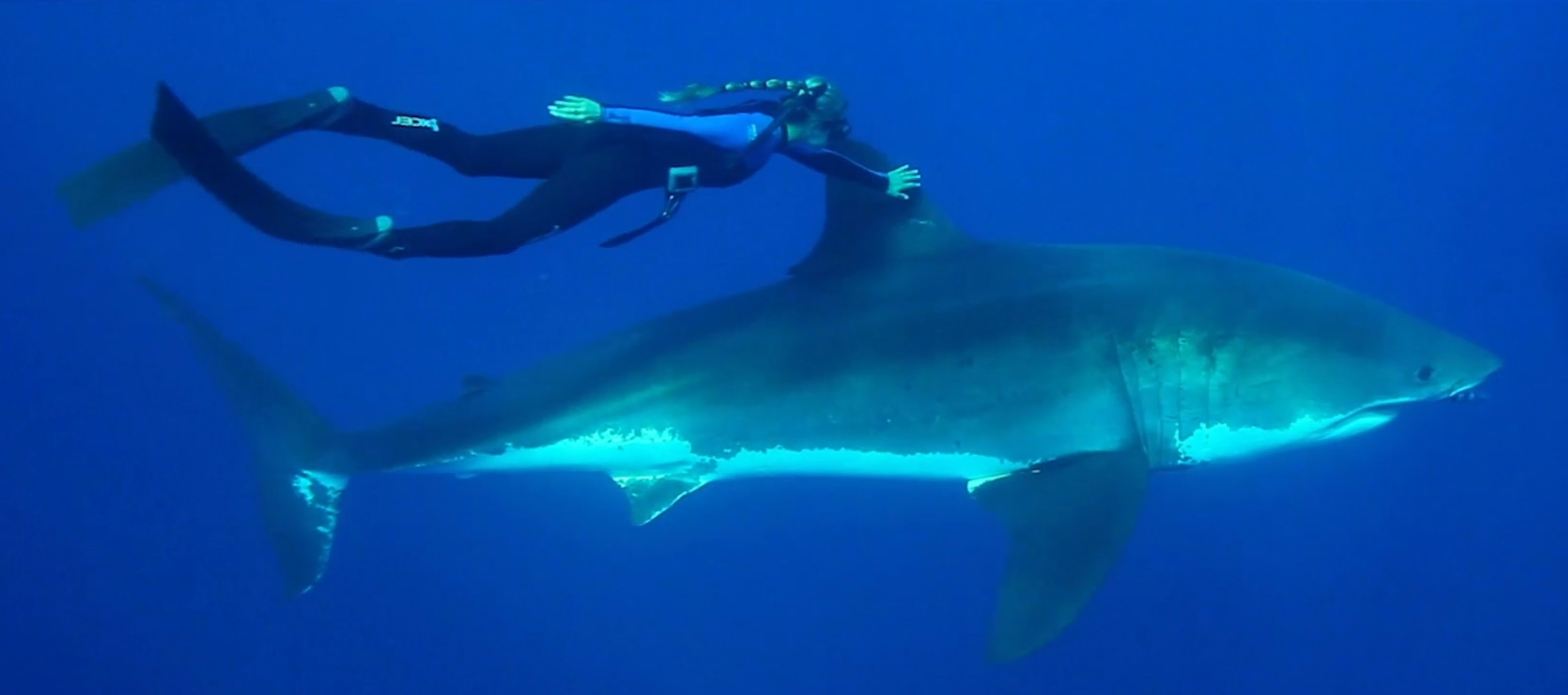
Ramsey nadando con un tiburón en el tráiler de She is the Ocean, película de 2018

Mientras filmaban tiburones tigre en Oahu, Ramsey y un equipo de filmación se encontraron con un gran tiburón blanco hembra de gran tamaño (6 m de longitud), posteriormente identificado como Deep Blue, o Haole Girl. El encuentro fue capturado por el entonces prometido de Ramsey, Juan Oliphant, y las imágenes recibieron atención mediática mundial. Si bien ha sido elogiada por generar conciencia sobre la especie, ha sido criticada por sus acciones en las imágenes. El biólogo marino Michael Domeier, director fundador del Instituto de Ciencias de la Conservación Marina, una organización sin fines de lucro, criticó a Ramsey por aparecer en el video viral de interacción con tiburones. David Shiffman, un biólogo de conservación marina que estudia tiburones, dijo a The Washington Post : "No puedo creer que 'por favor, no agarren al depredador salvaje de 5,5 metros de largo' sea algo que deba decirse explícitamente en voz alta, pero aquí estamos".

## En la cultura popular
Ramsey es protagonista de un documental de Netflix de 2025, The Shark Whisperer, que cubre tanto su trabajo de conservación como la controversia en torno a su enfoque.

## Esfuerzos legislativos
Después de varios años de votaciones fallidas, una ley que ella defendió y que prohibía la matanza de tiburones se aprobó como Proyecto de Ley 553 de la Cámara de Representantes de Hawái en 2021.